# 水マンガン鉱
水マンガン鉱 (すいマンガンこう、Manganite) は、マンガンの水酸化鉱物の１つ。
マンガン鉱床に産し、時に残留粘土中や温泉沈殿物中にも産する。分解して軟マンガン鉱に変わる。
同質異像にグラウト鉱、ファイトクネヒト鉱があるが希産である。
標本としては、模式地であるドイツのテューリンゲン州イルフェルト産のものが有名で、重晶石、方解石、菱鉄鉱、ブラウン鉱、ハウスマン鉱などを伴って産する。